# انضمام أوكرانيا إلى الاتحاد الأوروبي

خريطة توضح الاتحاد الأوروبي باللون (أخضر) وأوكرانيا باللون (برتقالي)

تتناول هذه المقالة عملية مفاوضات انضمام أوكرانيا إلى الاتحاد الأوروبي، للحصول على منظور واسع للعلاقات بين الاتحاد الأوروبي وأوكرانيا.
في 28 فبراير 2022، بعد وقت قصير من غزوها من قبل روسيا، تقدمت أوكرانيا بطلب للحصول على عضوية الاتحاد الأوروبي، طلب الرئيس الأوكراني فولوديمير زيلينسكي القبول الفوري بموجب «إجراء خاص جديد»،  ودعا رؤساء ثماني دول في الاتحاد الأوروبي إلى تسريع عملية الانضمام. صرحت رئيسة المفوضية الأوروبية أورسولا فون دير لاين بأنها تدعم انضمام أوكرانيا، لكن العملية ستستغرق وقتاً. في 1 مارس 2022 م ، أوصى البرلمان الأوروبي بأن تكون أوكرانيا مرشحاً رسمياً للعضوية. وفي 10 مارس 2022 م ، طلب مجلس الاتحاد الأوروبي من المفوضية إبداء رأيها في الطلب. في 8 أبريل 2022، قدمت فون دير لاين إلى زيلينسكي استبياناً تشريعياً،  والذي ردت عليه أوكرانيا في 17 أبريل.
في 17 يونيو 2022، أوصت المفوضية الأوروبية بأن يمنح المجلس الأوروبي وضع مرشح أوكرانيا للانضمام إلى الاتحاد الأووربي.
في 23 يونيو 2022، اعتمد البرلمان الأوروبي قرارًا يدعو إلى منح أوكرانيا وضع المرشح لعضوية الاتحاد الأوروبي على الفور وفي 23 يونيو 2022 منح المجلس الأوروبي أوكرانيا وضع مرشح للانضمام إلى الاتحاد الأوروبي.

## التسلسل الزمني للعلاقات مع الاتحاد الأوروبي

العلم الذي يستخدمه النشطاء في الميدان الأوروبي.

تم التوقيع على اتفاقية الشراكة بين الاتحاد الأوروبي وأوكرانيا في عام 2014 بعد سلسلة من الأحداث التي أوقفت التصديق عليها توجت بثورة في أوكرانيا والإطاحة بالرئيس الأسبق لأوكرانيا، فيكتور يانوكوفيتش. دخلت منطقة التجارة الحرة العميقة والشاملة مع أوكرانيا حيز التنفيذ في 1 سبتمبر 2017 بعد أن تم تطبيقها مؤقتًا منذ 1 يناير 2016،  ودخلت اتفاقية الشراكة حيز التنفيذ بالكامل في 1 سبتمبر 2017. في 24
فبراير 2022، غزت روسيا أوكرانيا، مما أدى إلى تقديم طلب العضوية.

## طلب

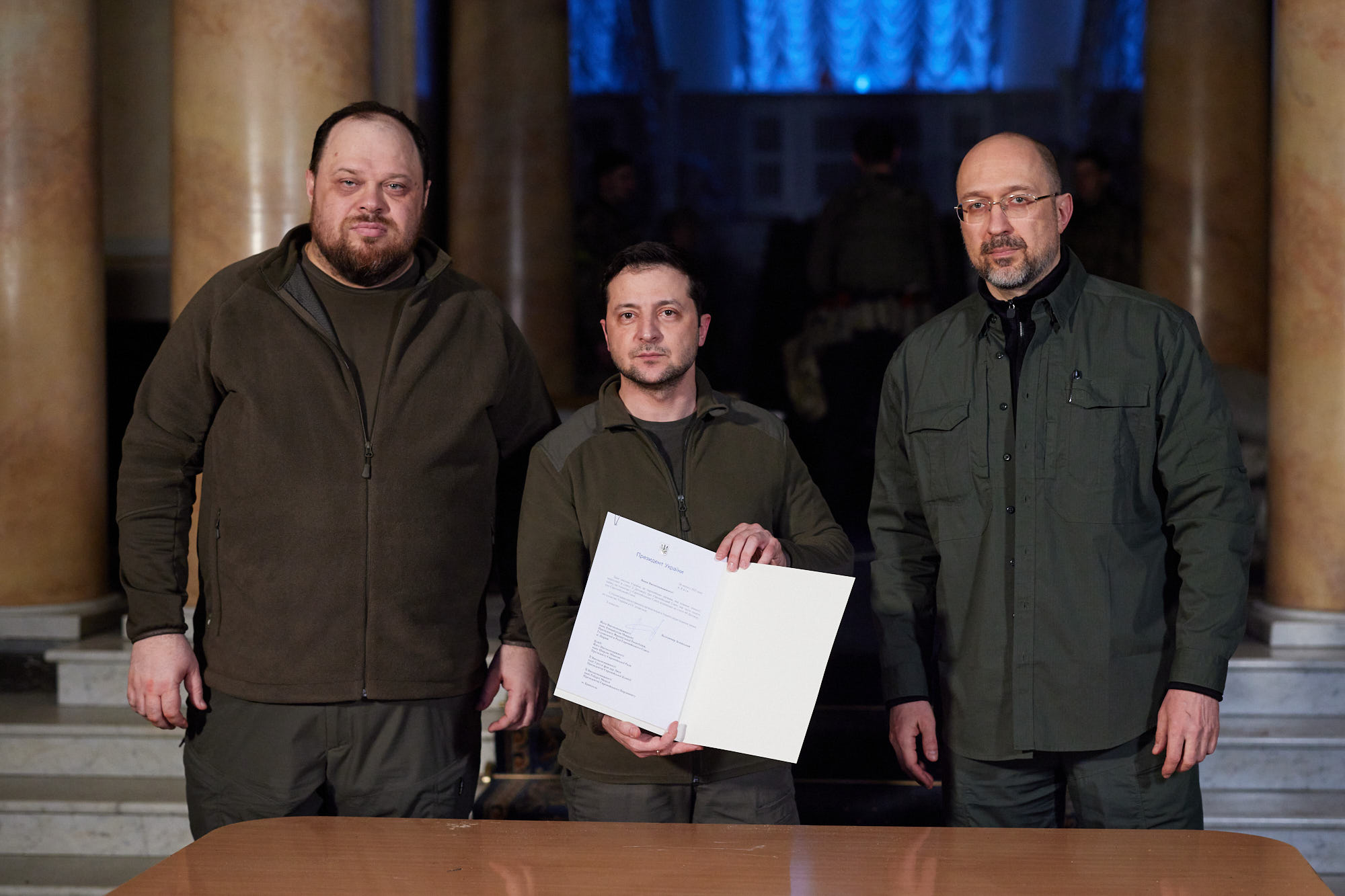
التوقيع على طلب الانضمام إلى الاتحاد الأوروبي ، 28 فبراير 2022

بعد الغزو الروسي لأوكرانيا عام 2022 ، كانت هناك دعوات إضافية لبدء عملية انضمام رسمية: كررت أوكرانيا رغبتها في أن تصبح عضوًا في الاتحاد، وصرحت رئيسة المفوضية الأوروبية فون دير لاين بأن أوكرانيا تنتمي إلى الاتحاد الأوروبي. وأعرب رئيس الوزراء السلوفاكي إدوارد هيجر عن دعمه لعملية انضمام متسارعة.
في 26 فبراير 2022، دعا الرئيس البولندي أندريه دودا إلى تسريع انضمام أوكرانيا إلى الاتحاد الأوروبي. في 27 فبراير، اقترح رئيس الوزراء السلوفيني يانيز جانشا، جنبًا إلى جنب مع رئيس الوزراء البولندي ماتيوز موراويكي، خطة لدمج أوكرانيا السريع في الاتحاد الأوروبي بحلول عام 2030 في رسالة إلى رئيس المجلس الأوروبي تشارلز ميشيل. كما اقترح رئيس الوزراء السلوفاكي إدوارد هيجر على الاتحاد الأوروبي إنشاء إجراء خاص جديد للانضمام الأوكراني، من أجل مساعدة أوكرانيا على الوقوف على قدميها والتعافي من الحرب في المستقبل.
في 28 فبراير، قدمت أوكرانيا رسميًا خطاب طلب العضوية. بسبب الأزمة المستمرة، طلب الرئيس زيلينسكي القبول الفوري في الاتحاد الأوروبي بموجب إجراء خاص. في اليوم نفسه، وقعت ثماني دول في الاتحاد الأوروبي على رسالة تدعم عملية انضمام متسارعة لأوكرانيا،  وفي 1 مارس، صرح وزير الخارجية المجري بيتر سيجارتو أن بلاده ستدعم أيضًا عملية سريعة. في 1 آذار / مارس، أوصى البرلمان الأوروبي، بعد مناقشة ألقى فيها رئيس أوكرانيا وتلقى التصفيق، بأن تكون أوكرانيا مرشحًا رسميًا لعضوية الاتحاد الأوروبي. صوّت البرلمان الأوروبي لصالح تعزيز عضوية أوكرانيا بأغلبية 637 لصالحه، و 13 ضده، وامتنع 26 عن التصويت.
في 1 مارس 2022، وقع رؤساء ثماني دول أعضاء في الاتحاد الأوروبي (بلغاريا وجمهورية التشيك وإستونيا وجمهورية لاتفيا وجمهورية ليتوانيا وجمهورية بولندا والجمهورية السلوفاكية وجمهورية سلوفينيا) على خطاب مفتوح داعيا أوكرانيا إلى منح فرصة العضوية في الاتحاد الأوروبي وبدء عملية المفاوضات على الفور. في نفس اليوم، دعا وزير الخارجية المجري بيتر سيرتو إلى انضمام أوكرانيا السريع إلى الاتحاد الأوروبي.
لكن في 2 آذار / مارس، صرح وزير الخارجية الإسباني خوسيه مانويل ألباريس أن «الانتماء إلى الاتحاد الأوروبي ليس عملية متقلبة أو يمكن القيام بها من خلال مجرد قرار سياسي»، مذكّرًا أن الدولة المرشحة «يجب أن تلبي بعض القضايا الاجتماعية والسياسية والحكومية. المعايير الاقتصادية».
في 9 مارس 2022، تبنى مجلس الشيوخ البولندي قرارًا يدعو دول الاتحاد الأوروبي إلى دعم العملية المتسارعة لانضمام أوكرانيا إلى الاتحاد الأوروبي بتأييد 93 صوتًا. «لقد أثبت المجتمع الأوكراني بلا شك أنه مستعد لأن يكون جزءًا من أوروبا الموحدة وعلى استعداد للدفع بالدم من أجل الإخلاص للقيم الأوروبية. وجاء في الوثيقة ان الجنود الأوكرانيين الذين يدافعون عن حدود بلادهم يحمون أوروبا كلها».
في 8 أبريل 2022، قام رئيس المفوضية فون دير لاين، بعد زيارة بوتشا في أعقاب المذبحة، بزيارة كييف والتقى بالرئيس زيلينسكي. قدمت Von der Leyen إلى Zelenskyy الاستبيان التشريعي لبدء طلب أوكرانيا وعرضت تسريع العملية. وأعلن بوريل أن وفد الاتحاد الأوروبي إلى أوكرانيا، برئاسة ماتي ماسيكاس، سيعود إلى كييف بعد إجلائه مع اندلاع الحرب. في 17 أبريل 2022، ردت أوكرانيا على الجزء الأول من الاستبيان التشريعي،  بينما ردت على الجزء الثاني والأخير في 9 مايو 2022.
في 23 يونيو 2022، اعتمد البرلمان الأوروبي قرارًا يدعو إلى منح أوكرانيا على الفور وضع المرشح لعضوية الاتحاد الأوروبي. في 23 يونيو 2022، منح المجلس الأوروبي أوكرانيا وضع مرشح للانضمام إلى الاتحاد الأوروبي.
المفاوضات
بدأت محادثات التفاوض للانضمام إلى الاتحاد الأوروبي في شهر أبريل 2022 وتأمل أوكرانيا بإجراءات سريعة للموافقه على طلب الإنضمام.

## الرأي العام

### في أوكرانيا
91٪ من الأوكرانيين يؤيدون الانضمام إلى الاتحاد الأوروبي خلال الغزو الروسي لأوكرانيا عام 2022 ،  وفقاً لاستطلاع أجرته مجموعة Rating Sociological Group في 30-31 مارس 2022،  ارتفاعاً من 66.4٪ في فبراير 2015.

### في الاتحاد الأوروبي
وفقًا لمسح أجراه Ifop بتكليف من إستراتيجية Yalta الأوروبية ومؤسسة Jean-Jaurès في الفترة من 3 إلى 7 مارس 2022، 92٪ من مؤيدي انضمام أوكرانيا إلى الاتحاد الأوروبي في بولندا، و 71٪ في إيطاليا، و 68٪ في ألمانيا، و 62٪ في فرنسا.
أظهر استطلاع Flash Eurobarometer الذي أجري في أبريل في جميع دول الاتحاد الأوروبي الدعم الأكبر لانضمام أوكرانيا إلى الاتحاد الأوروبي في البرتغال، حيث أيده 87٪ من المشاركين. تليها إستونيا (83٪) وليتوانيا (82٪) وبولندا (81٪) وأيرلندا (79٪). المجريون هم الأكثر تشككًا في انضمام أوكرانيا، حيث أيد 48٪ فقط من المشاركين الفكرة (37٪ ضد). في الوقت نفسه، المجر لديها أعلى نسبة من السكان الذين لم يتخذوا قرارًا بشأن هذه المسألة - 16 ٪ (نفس الشيء في فرنسا وبلجيكا).